# Löfbergs Arena
Die Löfbergs Arena ist eine Mehrzweckhalle in der schwedischen Stadt Karlstad. Die Arena ist die Heimspielstätte des Eishockeyclubs Färjestad BK aus der höchsten schwedischen Spielklasse, der Svenska Hockeyligan. Der Namenssponsor der Arena ist der schwedische Kaffeeröster Löfbergs.

## Geschichte
Die Löfbergs Arena wird hauptsächlich für Eishockeyspiele und Konzerte genutzt. Der Färjestad BK trägt seit der Eröffnung 2001 seine Heimspiele in der Halle aus. Die Arena war einer der drei Spielorte während der Eishockey-Weltmeisterschaft 2002. Des Weiteren war sie Austragungsort der IIHF Inlinehockey-Weltmeisterschaft 2010. 2012 fanden in der Arena die Curling-Europameisterschaften statt.
Zu den bekanntesten Musikern und Bands, die Konzerte in der Löfbergs Arena gaben, gehören Elton John, John Fogerty, Bryan Adams, Dolly Parton, Rod Stewart, Motörhead und Judas Priest. In den Jahren 2004 und 2006 fand jeweils ein Halbfinale des Melodifestivalen, des schwedischen Vorentscheids für den Eurovision Song Contest, in Karlstad statt. Auch am 3. Februar 2018 wurde hier wieder eine Runde des Melodifestivalen ausgetragen. 